# بنك دويتشه لاندر
كان بنك دويتشه لاندر (بنك الولايات الألمانية)، وهو اختصار BdL، أول بنك مركزي للمارك الألماني. تأسس في 1 مارس 1948 واستعيض عنه في عام 1957 بدويتشه بوندسبانك.
كانت المهمة الرئيسية للبنك هي إدارة سياسة العملة في مناطق الاحتلال الأمريكي والبريطاني في ألمانيا (بيزون). في 21 يونيو 1948، أدخل البنك عملة المارك الألماني في المناطق الغربية الثلاث من الاحتلال. في 1 نوفمبر 1948، انضمت بنوك الدولة المركزية في المنطقة الفرنسية، والتي تبنت المارك الألماني في يونيو أيضًا، إلى البنك. في مايو 1949، تم تأسيس جمهورية ألمانيا الاتحادية (ألمانيا الغربية)، ومع ذلك، ظل البنك خاضعًا لسيطرة قوى الحلفاء الغربيين الثلاثة - الولايات المتحدة والمملكة المتحدة وفرنسا حتى عام 1951. في وقت لاحق، أصبح البنك وكالة مستقلة لولايات ألمانيا الغربية، على غرار مفهوم الاستقلال الذي أظهره نظام الاحتياطي الفيدرالي في الولايات المتحدة.
في عملية تقديم المارك الألماني في عام 1948، البنوك المركزية في الولايات (بالألمانية: Landeszentralbank)‏ LZB)، ثم كيانات من الولايات الألمانية الفردية، أسس البنك كشركة تابعة له لغرض مركزي هو إصدار العملة الجديدة، وبالتالي تجنب التعارض بين الولايات.
اعتبارًا من 1 أغسطس 1957، تم دمج بنك دويتشه لاندر والبنوك المركزية في الولايات الألمانية في البنك الاتحادي الألمانيالجديد مع تحويل Landeszentralbanken إلى مجرد فروع تابعة للالبنك الاتحادي الألماني وفقًا للقانون الاتحادي المنشئ للبنك .